# Smrekowy Dział
Smrekowy Dział – boczna odnoga Rakuskiego Grzbietu w słowackich Tatrach Bielskich. Jest to krótki, trójkątnego kształtu, stromo opadający grzbiet górski. Opada w kierunku południowo-wschodnim oddzielając dwie górne części Doliny Czarnej Rakuskiej; Dolinę do Siedmiu Źródeł i Dolinę pod Czerwoną Glinką. Dolina do Siedmiu Źródeł znajduje się po orograficznie lewej stronie grzbietu i jest głównym ciągiem Doliny Czarnej Rakuskiej. Dolina pod Czerwoną Glinką znajduje się po prawej stronie grzbietu i jest bocznym odgałęzieniem. U podnóży środkowej części prawych zboczy Smrekowego Grzbietu znajdują się skalne ścianki o wysokości do 30 m. W ściankach tych jest komin, a pod nim spore usypisko piargów. Jest to Czerwona Glinka. Zbocze Czerwonej Glinki przecina żlebek, w dolnej części którego wypływa Luba Woda.
Smrekowy Dział znajduje się na obszarze ochrony ścisłej Tatrzańskiego Parku Narodowego. 

## Turystyka
Smrekowym Działem prowadzi znakowany szlak turystyczny.
  Schronisko pod Szarotką – Smrekowy Dział – Wspólna Pastwa – Bielska Rówień – rozdroże przy Wielkim Białym Stawie (Dolina Kieżmarska). Odległość 4,7 km, suma podejść 405 m, suma zejść 90 m, czas przejścia 1:35 h, z powrotem 1:20 h.